# Copa El Diario 1906
La Copa El Diario 1906 fu la 1ª edizione della massima serie del campionato paraguaiano di calcio, e fu vinta dal Guaraní.

## Avvenimenti
Quello del 1906 è il primo campionato ufficiale paraguaiano: prese il nome dal quotidiano El Diario, il cui direttore, Adolfo Riquelme, fu tra i principali contribuenti alla fondazione della Liga Paraguaya de Football Association, la prima federazione calcistica del Paraguay. Le 6 squadre allora attive disputarono un girone all'italiana.

## Classifica finale
Nota: la classifica presenta diverse lacune riguardo alle statistiche delle formazioni partecipanti, poiché solo alcuni degli incontri disputati in quell'anno sono conosciuti.
|                     | Pos. | Squadra      | Pt | G  | V | N | P | GF | GS | DR  |
| ------------------- | ---- | ------------ | -- | -- | - | - | - | -- | -- | --- |
| Paraguay (bandiera) | 1.   | Guaraní      | 18 | 10 | 8 | 2 | 0 | 33 | 4  | +29 |
|                     | 2.   | Olimpia      | 14 | ?  | ? | ? | ? | ?  | ?  | ?   |
|                     | 3.   | Libertad     | 12 | ?  | ? | ? | ? | ?  | ?  | ?   |
|                     | 4.   | General Díaz | 8  | ?  | ? | ? | ? | ?  | ?  | ?   |
|                     | 5.   | Nacional     | 4  | ?  | ? | ? | ? | ?  | ?  | ?   |
|                     | 6.   | 14 de Mayo   | 2  | ?  | ? | ? | ? | ?  | ?  | ?   |

Legenda: 

         Campione del Paraguay 1906
Note:
Due punti a vittoria, uno a pareggio, zero a sconfitta.

### Spareggio per il 2º posto
|  | Olimpia | 5 – 4 | Libertad |  |